# 霜降り明星のだましうち!
『霜降り明星のだましうち！』（しもふりみょうじょうのだましうち）は、朝日放送ラジオ（ABCラジオ）で2017年10月7日から2025年3月29日まで放送されたラジオ番組。お笑いコンビ・霜降り明星（せいや・粗品）がパーソナリティを務める。通称『だましうち』。

## 番組概要
霜降り明星としては初めての冠番組であり、彼らが『M-1グランプリ2018』で優勝する以前から続いている唯一のレギュラー番組である。
番組タイトルの「だましうち」はポケットモンスターに登場する技の名前である。また、同ゲームにちなんで「第○○回」を「レベル○○」と表現している。
番組の最後にはせいやが「許してやれよ」と言って締める。
2019年4月よりニッポン放送で放送開始した『霜降り明星のオールナイトニッポン0(ZERO)』に対し、『だましうち』はローカル番組らしく大阪時代の同期芸人とのエピソードなどを話すのが特徴。
録音放送のため、毎週次回収録日とテーマを告知してメールを募集する形式となっている。
基本的には朝日放送テレビ本社（大阪府福島区）で録音していたが、2020年5月2日放送分からは新型コロナウイルス感染予防のため、朝日放送テレビ東京オフィス（東京都浜松町）にて録音が行われた。なお現在は緊急事態宣言などの新型コロナウイルス感染状況やスケジュールにもよるが朝日放送テレビ本社での収録に戻っている。
番組メールアドレスは『simo@abc1008.com』。ハガキの募集も行っている。

## 番組の歴史
- 2017年7月23日 - 霜降り明星が「第38回ABCお笑いグランプリ」で優勝したことをきっかけに、特別番組『ABCラジオ 日曜スペシャル「霜降り明星のだましうち」』を放送[3]。
  - 9月17日 - 特別番組第2弾として『霜降り明星のだましうち2』が放送[4]。この放送内で、同年10月7日からのレギュラー放送開始が発表された[5]。
  - 10月7日 - レギュラー放送開始。当初の放送時間は毎週土曜日27:00 - 28:30（日曜未明3:00 - 4:30、90分）。
- 2019年4月6日 - 放送時間を毎週土曜日25:30 - 26:30に変更。
- 2020年4月5日 - 中国放送、南海放送の2局でネット開始。
- 2020年9月27日 - 中国放送でのネット終了。
- 2021年3月28日 - 南海放送でのネット終了。
- 2021年10月2日 - 放送時間を毎週土曜日25:00-26:00に変更。また放送時間変更に伴い、番組ノベルティであるステッカーのデザイン案をリスナーから募集した。[6]
- 2025年3月16日 - この日の放送分で、同年3月29日放送分を持って番組が最終回を迎える事が発表された。

## 現在のコーナー
お悩み解決コーナー（2017年12月2日 - 2025年3月29日）
せいや・粗品のお悩みに対する解決案を毎週交代で募集する。

## 過去のコーナー
- 想像だけでやってみよう（2017年10月14日 - 2018年6月30日）
- せいや先生の贈る言葉（2017年10月14日 - 2018年1月6日）
- この野郎アウトレイジだ馬鹿野郎（2018年1月13日 - 2018年6月30日）
- せいや教授の名言辞典（2018年7月7日 - 2019年3月23日）

- ムカつきますねぇー（2018年7月7日 - 2019年3月30日）

- 二冠達成(2019年4月6日 - ）
- お米拾います（2019年4月6日 - ）

## 不定期コーナー
大喜利タイムショック
2017年12月2日まではレギュラーコーナーだった『クイズタイムショック』のパロディ企画。立て続けに出される大喜利のお題に答えていく。現在は粗品・せいやの誕生日にサプライズで行われることが多い。
一筆したためました（2019年4月 - ）
わざわざハガキで投稿してくれるリスナーにスポットを当てるコーナー。

## ゲスト
| 放送日              | ゲスト         | 脚注                                                                                     |
| ------------------- | -------------- | ---------------------------------------------------------------------------------------- |
| 2020年9月19日・26日 | らぶおじさん   | 番組初ゲスト。せいやの誕生日にサプライズで登場。                                         |
| 2021年7月10日・17日 | 佐川ピン芸人   | 200回直前スペシャルとして198・199回に登場。                                              |
| 2021年7月31日       | 三遊間         | 「粗品の気になる若手」として番組後半に登場。                                             |
| 2021年8月29日       | 人間っていいな | 「せいやの気になる若手」として登場。これまでもトーク中に名前が度々出ていた同期のトリオ。 |

## テーマ曲
オープニングテーマ
- 佐藤直紀『Oh Shit !!』 - フジテレビ系ドラマ『WATER BOYS』オリジナル・サウンドトラック

エンディングテーマ
- 佐藤直紀『シンクロBOM-BA-YE!!』 - フジテレビ系ドラマ『WATER BOYS』オリジナル・サウンドトラック

## スタッフ
澤田征士（じゅりー）
構成作家。番組内で結婚相手を募集したことがある。 (Twitter:@laputannn)
三浪瞭
プロデューサー。
長風呂女
ディレクター。

## ネット局
（2021年10月現在）
| 放送地域   | 放送局         | 放送期間        | 放送時間           | 備考   |
| ---------- | -------------- | --------------- | ------------------ | ------ |
| 近畿広域圏 | 朝日放送ラジオ | 2017年10月7日 - | 土曜 25:00 - 26:00 | 制作局 |

過去のネット局
| 放送地域 | 放送局          | 放送期間                     | 放送時間           | 備考       |
| -------- | --------------- | ---------------------------- | ------------------ | ---------- |
| 広島県   | 中国放送（RCC） | 2020年4月5日 - 9月27日       | 日曜 20:00 - 21:00 | 遅れネット |
| 愛媛県   | 南海放送 (RNB)  | 2020年4月5日 - 2021年3月28日 | 日曜 20:00 - 21:00 | 遅れネット |